# 배인혁 (배우)
배인혁(裴仁爀, 1998년 4월 4일 ~ )은 대한민국의 배우이다.
1998년에 전라북도 전주시 덕진구에서 2남 중 첫째로 태어났다. 2018년 서울예술대학교 연기과를 전문학사로 졸업했고, 2019년에 데뷔했다. 날카롭고 수려한 외모로 인해서 주로 배역이 양반이거나 정치인 자제 등 사회지도층을 맡는다. 2023 MBC 연기대상에서 미니시리즈 부문 남자 우수연기상을 수상했다.

## 학력
- 전주오송초등학교 졸업
- 전주오송중학교 졸업
- 전주예술고등학교 공연예술과 졸업
- 서울예술대학교 연기과 전문학사

## 연기 활동

### 텔레비전 드라마
| 연도 | 방송사            | 제목                   | 역할        | 비고 |
| ---- | ----------------- | ---------------------- | ----------- | ---- |
| 2019 | 플레이리스트      | 러브버즈               | 박승준      |      |
| 2019 | 네이버TV          | 선생님! 나랑 사귈래요? | 최진우      |      |
| 2019 | 라이프타임        | 연남동키스신           | 한연우      |      |
| 2019 | CJ E&M            | 트리플 썸 2            | 신정우      |      |
| 2020 | MBC, 플레이리스트 | 엑스엑스(XX)           | 박단희      | 주연 |
| 2020 | JTBC              | 우리, 사랑했을까       |             |      |
| 2020 | MBC               | 나를 사랑한 스파이     | 김영구      | 조연 |
| 2020 | 콬tv              | 키스요괴               | 반숙        | 주연 |
| 2021 | tvn               | 간 떨어지는 동거       | 계선우      | 주연 |
| 2021 | KBS2              | 멀리서 보면 푸른 봄    | 남수현      | 주연 |
| 2022 | SBS               | 왜 오수재인가          | 최윤상      | 주연 |
| 2022 | SBS               | 치얼업                 | 박정우      | 주연 |
| 2023 | MBC               | 열녀박씨 계약결혼뎐    | 강태하      |      |
| 2024 | 채널A             | 체크인 한양            | 이은/이은호 | 주연 |

### 영화
- 《동감》 (2022년) - 김은성 역

## 연기 외 활동

### 텔레비전 프로그램
- TV조선 《형제라면》 (2023년 5월 ~ )

## 수상 및 후보
| 연도 | 시상식                   | 부문                                         | 작품                  | 결과 |
| ---- | ------------------------ | -------------------------------------------- | --------------------- | ---- |
| 2020 | MBC 연기대상             | 남자 신인연기상                              | 나를 사랑한 스파이    | 후보 |
| 2022 | SBS 연기대상             | 남자 신인연기상                              | 왜 오수재인가, 치얼업 | 수상 |
| 2022 | SBS 연기대상             | 미니시리즈 코미디/로맨스부문 남자 우수연기상 | 치얼업                | 후보 |
| 2022 | SBS 연기대상             | 베스트 팀워크상                              | 치얼업                | 수상 |
| 2022 | SBS 연기대상             | 베스트 커플상 (with 한지현)                  | 치얼업                | 후보 |
| 2023 | 제2회 청룡 시리즈 어워즈 | 드라마 부문 신인남우상                       | 치얼업                | 후보 |
| 2023 | MBC 연기대상             | 미니시리즈 부문 남자 우수연기상              | 열녀박씨 계약결혼뎐   | 수상 |
| 2023 | MBC 연기대상             | 베스트 커플상 (with 이세영)                  | 열녀박씨 계약결혼뎐   | 후보 |